# Andrzej Rudomina
Andrzej Rudomina SJ (ur. 1596, zm. 5 września 1631 w Fuzhou) – jezuita, misjonarz; uważany za pierwszego litewskiego misjonarza w Chinach lub pierwszego z czterech polskich misjonarzy w Chinach dynastii Ming/Qing (obok M. Boyma, M. Smoguleckiego i J. Ch. Bąkowskiego).

## Życiorys
Andrzej Rudomina urodził się w Rudominie (dziś w starostwie Rudomino) lub Daugieliszkach (dziś w starostwie Daugieliszki Nowe, Naujojo Daugėliškio seniūnija), gdzie spędził dzieciństwo. Pochodził ze szlacheckiego rodu Rudominów. Jego rodzicami byli rajca i burmistrz Wilna Jan (zm. 1599) oraz Dorota Galwelanka. Według innych źródeł ojciec przyszłego misjonarza również nazywał się Andrzej Rudomina i był starostą dowgiliskim. Wśród krewnych Andrzeja Rudominy znajdowali się jego stryj Maciej, burmistrz wileński, oraz stryjeczny brat Jan Rudomina Dusiacki (ok. 1543–1621), wojski brasławski. W przeciwieństwie do innych członków rodziny nie używał nazwiska dwuczłonowego "Rudomina Dusiacki". Posługiwał się natomiast zapewne herbem Trąby, mimo że Radziwiłłowie, dokonując adopcji herbowej objęli nią tylko burmistrza Macieja i jego potomków.
Kształcił się początkowo w Akademii Wileńskiej, gdzie w 1613 r. był studentem klasy logiki i należał do Sodalicji Mariańskiej. Następnie kontynuował studia z zakresu filozofii w Moguncji (1616) i Lowanium (1617). Po powrocie na Litwę nabył od Szemiotów dobra Łuczaj (18 VIII 1617). Przebywał wówczas krótko na dworze biskupa wileńskiego Eustachego Wołłowicza, powinowatego Rudominów-Dusiackich (siostra biskupa poślubiła jednego z Rudominów). Prawdopodobnie wtedy (ok. r. 1618) przetłumaczył na język polski książkę Jeana de Chokiera de Surleta Thesaurus politicorum aphorismorum (Romae 1610), wydaną drukiem pod tytułem O odmianie państw i zgubie panujących i o słusznym ratunku (Wilno 1652, wznowiono pt. Fortuna państw i panujących w 1738 r.).
Pomimo pierwotnych planów życia świeckiego 31 maja 1618 r. wstąpił do zakonu jezuitów wraz ze swoim sługą Mikołajem Włosiewskim. W tym samym roku sprzedał stryjecznemu bratankowi Piotrowi niedawno nabyty Łuczaj. Po dwuletnim nowicjacie przy kościele św. Ignacego w Wilnie (1618–20) złożył pierwsze śluby zakonne. Powiększył przy tym skromny wówczas fundusz konwentu wileńskiego, zapisując sumę 20 tys. złotych na majątku Rostyniany z wsią Giełaże (dziś starostwo Suderwa). Następnie studiował teologię w Akademii Wileńskiej (1620–22), gdzie zaprzyjaźnił się z Maciejem Kazimierzem Sarbiewskim, z którym jesienią 1622 wyjechał do Rzymu na dalsze studia teologiczne. 3 czerwca 1623 r. przyjął święcenia kapłańskie, a w 1624 r. ukończył studia w Kolegium Rzymskim. Po otrzymaniu zgody generała zakonu M. Vitelleschiego na wyjazd na misje do Chin 5 września 1624 r. odjechał z Rzymu do Lizbony.
Po przygotowaniach misyjnych w Lizbonie Andrzej Rudomina wypłynął 6 kwietnia 1625 r. z Portugalii i 22 sierpnia dotarł do Goa. W Indiach Portugalskich pracował jako kapłan i prowadził działalność charytatywną. W 1626 r. popłynął dalej do Makau w Chinach. W Jiading (嘉定) przeszedł kursy języka, literatury i obyczajów chińskich. W tym czasie napisał w języku chińskim dwie broszury ascetyczne o cnotach i wadach: Osiemnaście obrazów serca oraz Dziesięć obrazów człowieka pracowitego i leniwca.
W Chinach używał nazwiska Lu Ande (盧安德; transkrypcja XVII-wieczna: Lu Ngan-tö) oraz przydomka Panshi (磐石),.
Wspólnie z G. Alenim opracował Odpowiedzi na różne pytania, utwór dotyczący kwestii wiary oraz nauk przyrodniczych i matematycznych, wydane w 1630 w Fuzhou (wznowione w r. 1872). W 1627 r. brał prawdopodobnie udział w konferencji w Jiading, gdzie dyskutowano, jakim słowem chińskim należy wyrażać imię Boga. Tu zachorował poważnie na gruźlicę.
Od 1628 r. Andrzej Rudomina pracował w prowincji Fujian, gdzie jego stan zdrowia coraz bardziej się pogarszał. Prawdopodobnie w 1630 r. udał się do Fuzhou, by podratować swoje zdrowie i w miarę możliwości prowadzić prace misyjne. Zmarł 5 września 1631 w Fuzhou. Tu też został pochowany na cmentarzu misyjnym w osobnym grobowcu w kształcie kapliczki.

## Kwestia beatyfikacji
Andrzej Rudomina był uważany za człowieka świątobliwego. Jego życie i śmierć jako pierwszy opisał B. de Matos w dziele hagiograficznym Vita et mors P. Andree Rudomina ex litteris p. Benedicti de Matos socii eiusdem in missione sinensi (O pobożnym pożyciu W. X. Andrzeja Rudominy Soc. Iesu, Wilno 1652). W 1900 r. grupa Litwinów amerykańskich złożyła u papieża Leona XIII prośbę o jego beatyfikację. W okresie międzywojennym działania na rzecz wyniesienia na ołtarze Andrzeja Rudominy podejmowali litewscy jezuici, m.in. Benediktas Andriuška oraz Jonas Bružikas. Do sprawy beatyfikacji powrócono ponownie z okazji 600-lecia chrztu Litwy w 1987 r.